# 東京湾口道路

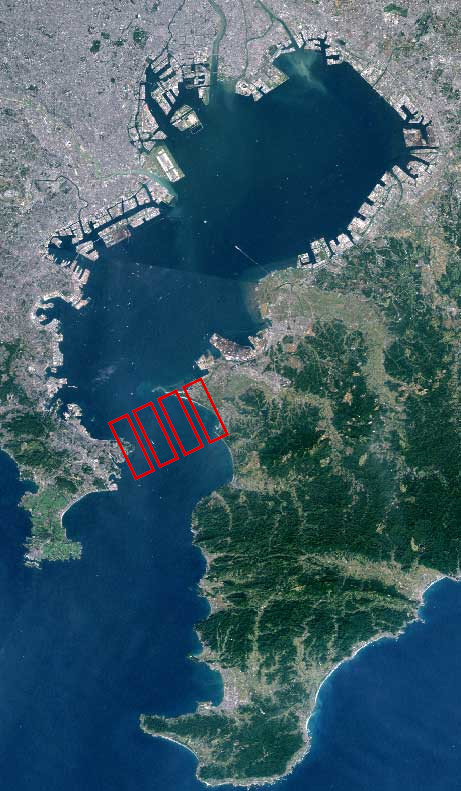
構想ルート

東京湾口道路（とうきょうわんこうどうろ）とは、構想中の地域高規格道路である（名称は仮称）。現在の国道16号における海上区間を成す。
現在、関係する県の資料では三浦房総連絡道路と名称を変え構想路線として取り扱われている。

## 概要
想定ルートは、東京湾入口の浦賀水道を吊橋または海底トンネルで横切り、神奈川県横須賀市から千葉県富津市に至る延長約17キロメートルである。東京湾アクアライン、第二東京湾岸道路などとともに東京湾を8の字状に結ぶ東京湾環状道路の一部としても位置づけられている。元々は1959年に産業計画会議が政府に勧告した第7次勧告「東京湾2億坪の埋め立てについての勧告」に含まれる「NEO-TOKYO PLAN」（ネオ・トウキョウ・プラン）に盛り込んでいた道路である。
富津市などの千葉県側13市町は1994年に建設促進協議会を設立した上で誘致活動が行われてきた。しかし、2008年4月、国土交通省は計画を棚上げする方針を固め、同年7月4日に閣議決定された国土形成計画で「長期的視点から取り組む」とされ、構想は事実上の凍結。促進協議会の総会も2014年を最後に開催されていなかった。
2023年1月、あるTwitterのユーザーが三浦半島と富津岬の先端を線で結んだ上で「ここに橋が欲しい人、割といる説」というツイートを投稿。1万件以上のリツイートがあるなどの反響があった。これを受けて、富津市は「地元の経済界からの要望に加え、ツイッターでの関心ぶりをみると、東京湾口道路には社会的に大きな期待がある」として、9年ぶりに総会を開催すると共に2024年頃を目処に促進協議会を発展的に解消した上で期成同盟へ移行することを決定した。

## その他
明治維新後に、首都防衛のため建設された海堡のうち、第三海堡の廃墟が予定区間を大きく遮る障害物となっていたが、この撤去事業が浦賀水道航路整備の必要性から進められ、2007年（平成19年）8月に撤去作業が完了した。
1967年（昭和42年）に制定された、2代目の横須賀市歌（堀口大學作詞）の5番では「われらが夢」として、東京湾口道路の完成を祈願する趣旨が歌われている。
富津市では2014年まで、毎年夏に東京湾口道路建設促進の一環として「富津花火大会」を開催していた。
なお、東京湾口道路の建設が想定されている地域の近隣（久里浜港から金谷港）をフェリー（東京湾フェリー）が運航しており、国道16号における、事実上の海上国道となっている。本道路が実現した場合は同フェリーと競合することから同フェリーに対する開通後の補償なども課題となるが、2023年時点でそのような議論はされていない。